# Hugo Rosendahl
Hugo Rosendahl (* 28. Dezember 1884 in Sterkrade; † 23. April 1964 in Essen; vollständiger Name: Franz Hugo Rosendahl) war ein deutscher Jurist und Kommunalpolitiker (Zentrum). Von 1931 bis 1933 war er Oberbürgermeister von Koblenz, von 1945 bis 1946 Oberbürgermeister von Essen und dort auch von 1945 bis 1950 Oberstadtdirektor.

## Leben und Wirken
Als Sohn eines Ingenieurs besuchte Rosendahl Gymnasien in Duisburg und Mülheim an der Ruhr. Nach dem Abitur studierte er Rechtswissenschaften an der Philipps-Universität Marburg, der Ludwig-Maximilians-Universität München und der Westfälischen Wilhelms-Universität Münster. 1907 legte er das erste juristische Staatsexamen ab. Nachdem er im August 1910 an der Ruprecht-Karls-Universität Heidelberg promoviert hatte, ging er 1913 als Assessor in seine Heimatstadt Sterkrade. Vom 3. August 1914 bis 31. Juli 1915 nahm er als Oberleutnant der Reserve am Ersten Weltkrieg teil. In Sterkrade wurde er 1915 Erster Beigeordneter. Anschließend wurde er am 19. Juni 1916 Bürgermeister in Andernach und am 1. März 1921 Bürgermeister in Hamborn. Nach der Vereinigung Hamborns mit Duisburg im Jahr 1929 verlor er dieses Amt.
Zwischen 1931 und 1933 war Rosendahl Oberbürgermeister in Koblenz. Nachdem er dort nach der Machtergreifung der Nationalsozialisten aus politischen Gründen sein Amt niederlegen musste, ließ er sich in Essen im Frühjahr 1934 als Rechtsanwalt nieder. Von 1936 bis 1942 war er gleichzeitig Geschäftsführer der Bauunternehmung Winkel & Co. in Duisburg.
Am 20. Mai 1945 wurde er von der amerikanischen Militärregierung zum Oberbürgermeister von Essen ernannt. Nachdem er am 6. Februar 1946 durch Heinz Renner ersetzt wurde, übernahm er das Amt des Oberstadtdirektors, bis er am 31. August 1950 in den Ruhestand trat.
Von 1950 bis 1955 gehörte Rosendahl dem Vorstand des in Essen ansässigen Energieversorgers RWE an. Zudem war er Mitglied mehrerer Aufsichts- und Beiräte anderer Gesellschaften und Institutionen. Auch war er seit 1946 Präsident des Landesverbands des Deutschen Roten Kreuzes, ebenfalls seit 1946 Vorsitzender des Vereins zum Erhalt des Essener Münsters.

### Absetzung als Koblenzer Oberbürgermeister
Der Stadtrat wählte Rosendahl am 8. Juli 1931 zum Oberbürgermeister von Koblenz. Nach der Machtergreifung der Nationalsozialisten benachrichtigte Karl Carius, der Fraktionssprecher der NSDAP im Stadtrat, am 7. März 1933 den Oberbürgermeister, dass am nächsten Tag die Hakenkreuzfahne auf dem Koblenzer Rathaus gehisst werden solle. Rosendahl widersprach dem Vorhaben und berief sich auf den Flaggenerlass der neuen Regierung. Nur die Fahnen von Preußen und der Stadt Koblenz seien zugelassen.
Am 8. März 1933 führte die NSDAP auf dem Jesuitenplatz eine Kundgebung für die Stadtratswahl am 12. März 1933 durch. Während der Veranstaltung drang ein SA-Trupp in die Dienstzimmer des Oberbürgermeisters ein und setzte Rosendahl fest. Er wurde gezwungen, aus dem Fenster des Rathauses der Kundgebung zuzusehen. Hier sprach Carius, der den Oberbürgermeister in übelster Form beschimpfte und ihn für abgesetzt erklärte. Rosendahl versuchte noch, sich beim preußischen Innenminister Hermann Göring wegen dieser Behandlung zu beschweren. Aber es war zwecklos und er konnte seine Zwangsbeurlaubung nicht verhindern, denn Göring setzte am 16. März Otto Wittgen kommissarisch als Oberbürgermeister ein. Am 1. August 1933 wurde Rosendahl dann offiziell in den Ruhestand versetzt.
Diese Ereignisse führten am 7. März 2003 zu einem Treffen zwischen dem Enkel von Karl Carius und dem CDU-Fraktionsvorsitzenden im Stadtrat Michael Hörter. Achim Carius überreichte der Stadt Koblenz ein Entschuldigungsschreiben für die Taten seines Großvaters. Er schrieb darin: „Die Stadt und ihr Oberhaupt wurden nicht nur gedemütigt, die Maßnahmen stellten auch den Beginn einer zwölfjährigen Diktatur dieser Stadt dar. Auch wenn ich persönlich eine Erblichkeit von Schuld der Vorfahren ablehne, bitte ich als ältester Enkel meines Großvaters die Stadt und die Nachfahren von Dr. Rosendahl um Entschuldigung.“

## Ehrungen
- 1951: Ehrendoktorwürde der Technischen Hochschule Aachen
- 1955: Großes Verdienstkreuz des Verdienstordens der Bundesrepublik Deutschland